# Toepfer International
Toepfer International este o companie agricolă din Germania, înființată de industriașul german Alfred C. Toepfer în anul 1919 și care are sediul în Hamburg.
Compania este prezentă în 36 de țări, are 2.000 de angajați și tranzacționează anual mai mult de 42 de milioane de tone de materii prime.

## Toepfer în România
Compania are în România afaceri de 300 de milioane de euro și deține o rețea de opt silozuri poziționate de-a lungul Dunării cu o capacitate totală de stocare de 118.000 de tone.